# Okavango-delta

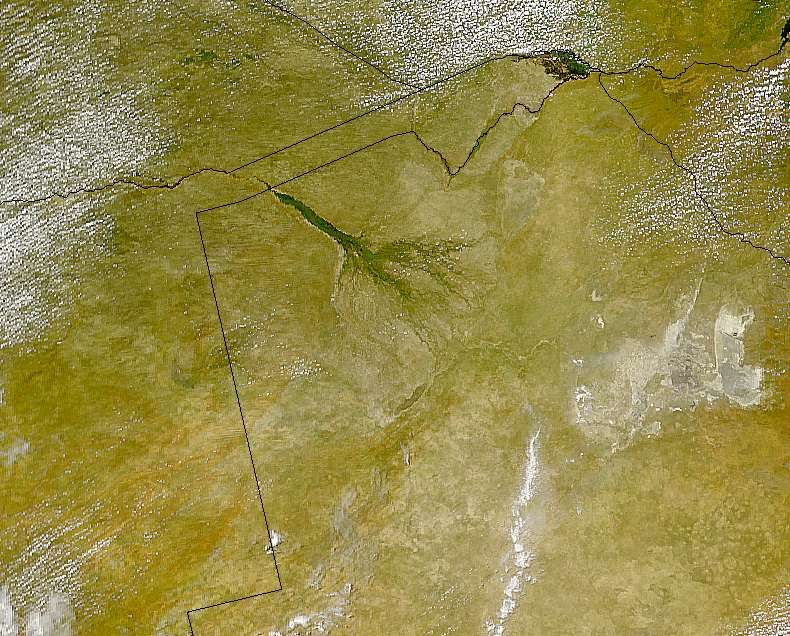
A NASA felvétele az Okavango-deltáról, bejelölt országhatárokkal

Az Okavango-delta (más néven Okavango-mocsár) a legnagyobb szárazföldi deltatorkolat Botswanában. A hatalmas mocsárvidéket alkotó delta azon a helyen alakult ki, ahol az Okavango folyó a Kalahári sivatag lefolyástalan medencéjébe ömlik, melyből a víz nem tengerbe jut, hanem nagy része párolgás, elszivárgás vagy transpiráció útján távozik. Évente körülbelül 11 köbkilométer víz áramlik a 15 000 km²-nyi területre. A víz egy része időnként a Ngami-tóba ömlik. A Moremi Vadvédelmi Terület nemzeti parkja a deltavidék keleti részén terül el.
A terület egykor az ősi Makgadikgadi-tó része volt, mely nagyrészt a korai holocénben száradt ki.

## Földrajza

### Áradások
Az Okavango-deltát az időszakos áradások hozzák létre. Az Okavango folyó Angola trópusi fennföldjén a nyári (január-február) hónapokban leeső csapadékot vezeti el, az ekkor keletkező árhullám mintegy egy hónap alatt teszi meg az 1200 km-es távolságot. A víz a következő négy hónapban (március-június) terül szét a delta 250 km-szer 150 km-es területén. A deltában uralkodó magas hőmérsékletek következtében gyors párolgás és transzpiráció jön létre, mely a vízszint ciklikus emelkedését és süllyedését eredményezi. Ennek a ciklikusságnak az okát egészen a 20. századig nem sikerült teljesen megfejteni. Az áradás június és augusztus hónapok között, Botswana száraz téli hónapjaiban éri el csúcspontját, ekkor a delta területe állandó méretének háromszorosára növekszik, messzi távolságokból csalogatva magához a környező állatokat, ezzel Afrika egyik legnagyobb sűrűségű állatvilágát hozva létre. 
A delta rendkívül sík, magasságváltozása a teljes 15 000 km²-es területen 2 m-nél kevesebb.
2014-ben felkerült az UNESCO világörökség listájára.

### A víz
Az Okavango folyó évente körülbelül 11 köbkilométernyi vizet szállít a deltába. Ennek nagyjából 60%-a a növényzeten át transzspirációval, 36%-a párolgással távozik, 2%-a a talaj vízhordó rétegeibe szivárog, további 2%-a pedig a Ngami-tóba ömlik tovább.  Emiatt a visszaduzzasztott kifolyás miatt a deltából nem távoznak el a folyó által odaszállított ásványi anyagok, így a delta egyre sósabbá válik. Ezt a hatást csökkenti a növények gyökereinél kialakult sótartalom. A víz alacsony ásványianyag-tartalma azt is jelenti, hogy az áradások nem nagyon dúsítják tápanyagokkal az árterületet.

### Szikes szigetek
A sónak a növények gyökerei körüli felhalmozódása azt eredményezi, hogy a több ezer sziget közül soknak a belsejét terméketlen fehér talaj borítja, mely túlságosan sós ahhoz, hogy a növények -a sótűrő Arecaceae pálma kivételével -megéljenek rajta. A fák és az egyéb növényzet a szigetek szélén élnek, ahol a talaj még nem vált sóssá.
A szigetek nagyjából 70%-a  termeszvárként keletkezett, amiben a fák később gyökeret tudtak verni.

### Chief’s Island
A Chief’s Island (a törzsfőnök szigete) a delta legnagyobb szigete, mely egy törésvonal mentén jött létre, ami egy 70 km hosszúságú és 15 km széles területet megemelt. Régebben ez a sziget a törzsfőnök kizárólagos vadászterülete volt. Jelenleg a vadászat tilos, a vízszint emelkedésekor ezen a területen gyűlnek össze a deltában élő állatok.

## Klímája
A delta buja növényzete nem trópusi klíma következménye, a delta oázis egy száraz vidéken. Az évi átlagos csapadékmennyiség 450 mm (nagyjából az angolai vízgyűjtő területen leeső csapadék egyharmada), aminek nagy része december és március között esik heves délutáni zivatarok formájában.
A decembertől februárig tartó forró és párás nyári hónapok során a nappali hőmérséklet elérheti a 40 °C-ot is, az éjszakák melegek, a páratartalom  50% és 80% között változik. Márciustól májusig a hőmérséklet elviselhetővé válik, a legmagasabb nappali hőmérséklet eléri a 30 °C-ot, az éjszakák enyhék, időnként hűvösek. Június-augusztusra, a száraz, hideg téli hónapokra  az esők fokozatosan megszűnnek. A nappali hőmérséklet az évnek ebben a szakában enyhétől melegig változhat, de napnyugta után a hőmérséklet gyorsan esik. Az éjszakák meglepően hidegek lehetnek, az éjszakai hőmérséklet éppen csak fagypont felett lehet.
Szeptembertől novemberig a hőmérséklet és a légköri nyomás ismét gyors emelkedésnek indul, a száraz évszak lassan átlép a nedves évszakba. A látogató számára az október jelenti a legnagyobb kihívást, amikor a nappali hőmérséklet gyakran 40 °C fölé emelkedik, a szárazságot csak időnként szakítja meg egy hirtelen felhőszakadás.

## Állatvilág
Az Okavango-delta állandó jelleggel és időszakosan ott élő állatoknak is otthont ad. A delta állatvilága népszerű turistalátványosság.
Az itt élő fajok közt megtalálható az afrikai elefánt (Loxodonta africana),  a kafferbivaly (Syncerus caffer), a nílusi víziló (Hippopotamus amphibius), a zambézi mocsáriantilop (Kobus leche), a közönséges lantszarvúantilop (Damaliscus korrigum), a csíkos gnú (Connochaetes taurinus), a zsiráf (Giraffa camelopardalis), a nílusi krokodil (Crocodylus niloticus),  az oroszlán (Panthera leo), a gepárd (Acinonyx jubatus), a leopárd (Panthera pardus), a barna hiéna (Hyaena brunnea), a foltos hiéna (Crocuta crocuta), a nagy kudu (Tragelaphus strepsiceros), a fekete lóantilop (Hippotragus niger), a keskenyszájú orrszarvú (Diceros bicornis),  a szélesszájú orrszarvú (Ceratotherium simum), az alföldi zebra (Equus quagga), a szavannai varacskosdisznó (Phacochoerus africanus) és a  medvepávián(Papio ursinus). A veszélyeztetett  afrikai vadkutya (Lycaon pictus) nagy falkái is megtalálhatók itt. A delta több mint 400 madárfajnak ad otthont, többek közt a lármás rétisasnak (Haliaeetus vocifer), a  szürkenyakú koronásdarunak (Balearica regulorum), Botswana nemzeti madarának, a villásfarkú szalakótának (Coracias caudata), a gogónak (Scopus umbretta), a struccnak (Struthio camelus) és a szent íbisznek (Threskiornis aethiopicus).
A deltában és annak környékén élő, becslések szerint 200 000 nagy testű emlős többsége nem él állandóan itt. A nyári esők közeledtével, új legelőket keresve elhagyják a deltát, majd a tél közeledtével visszatérnek ide.

### Halak
Az Okavango-delta 71 halfajnak ad otthont, többek közt a Hydrocynus goliathnak, a Tilapia nemzetség több fajának és harcsáknak. Ugyanezek a fajok megtalálhatók a Zambéziben is, ez a tény a két folyórendszer közti hajdani kapcsolatot jelzi.

### Zambézi mocsáriantilop

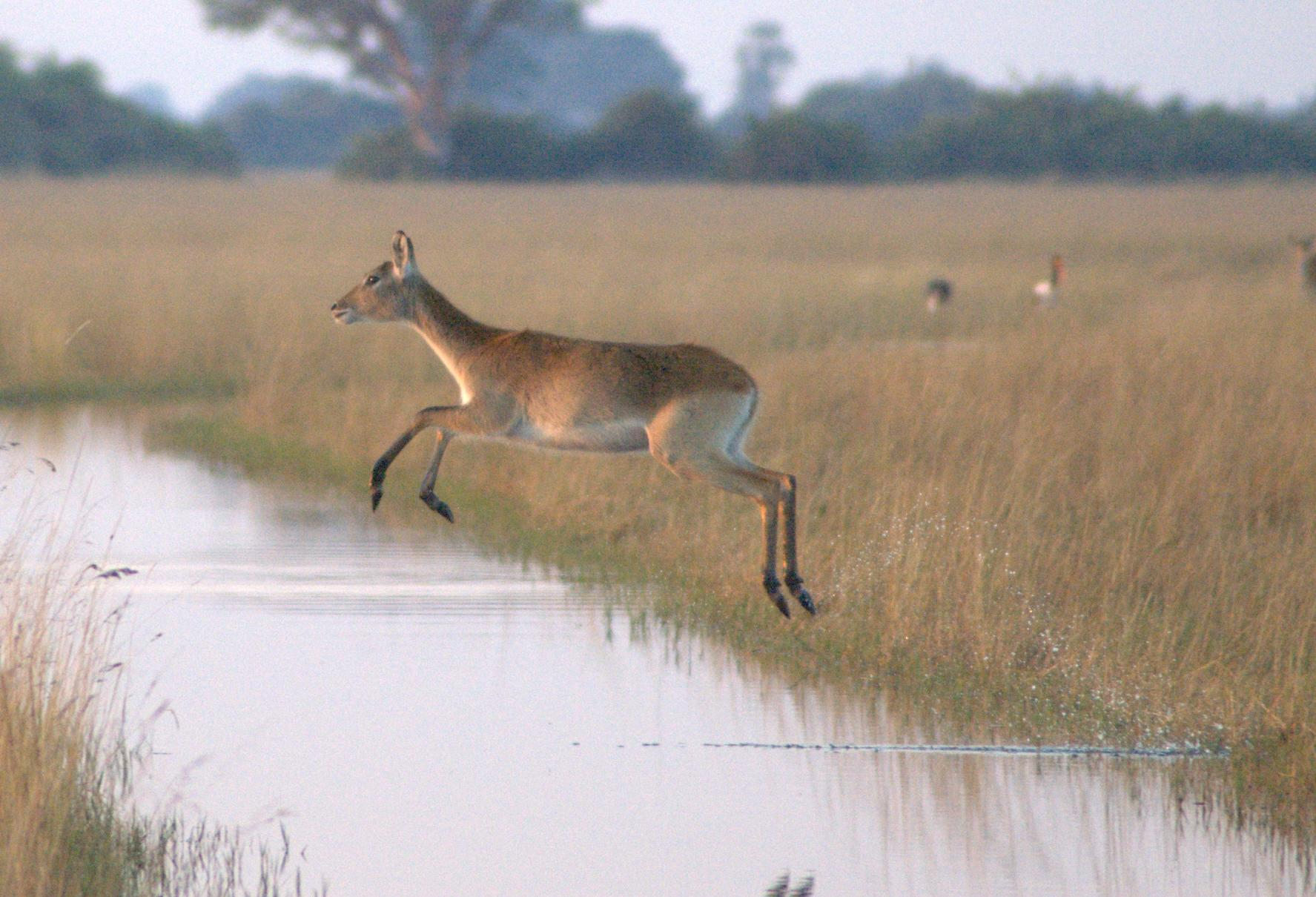
Egy nőstény zambézi mocsáriantilop

A legnagyobb számban előforduló nagyemlős a zambézi mocsáriantilop (Kobus leche), számuk eléri a 60 000-et. Valamivel nagyobb, mint az impala, patái hosszúkásak, lábát vízlepergető anyag borítja, így könnyedén, gyorsan mozog a térdig érő vízben. Vízinövényekkel táplálkozik, és a gyűrűsfarkú víziantilophoz hasonlóan a ragadozók elől a vízben keres menedéket. Csak a hímek viselnek szarvat.

### Növényzet
Az Okavango-delta növényzetének nagy részét papirusz és nádból alkotott úszó szigetek alkotják. Az áradásokkor ezek a szigetek a homokos folyóágy felett lebegnek, a gyökerek szabadon állnak a vízben. A folyóágy és a gyökerek közti rés a krokodilok kedvenc rejtekhelye.
A delta növényzete fontos szerepet játszik a homokos folyópart egyben tartásában. A folyók partjainak vagy töltéseinek anyaga  általában sok iszapot tartalmaz,  ami a homokkal együttesen építi fel a folyó partját. A deltában az Okavango tiszta vize miatt csaknem teljesen hiányzik az iszap, a folyó hordalékát csaknem kizárólagosan homok alkotja. A növények mintegy pótolva a hiányzó iszapot, egyben tartják a homokot, rajtuk keresztül újabb szigetek jönnek létre, amelyeken további növények ereszthetnek gyökeret.
Ez a folyamat fontos tényező a lineáris szigetek kialakulásában. Ezek a szigetek hosszúkásak és keskenyek, gyakorta enyhén kanyarognak, mint a folyó maga. Ennek oka az, hogy maguk a szigetek a folyó olyan korábbi csatornáinak természetes partjai voltak, melyeket az idők során a növényzet és a szállított homok eltömött,  emiatt a folyó megváltoztatta folyásirányát, és így a korábbi természetes partok szigetekké alakultak. A delta sík voltának és az Okavango által ide szállított nagy mennyiségű homoknak köszönhetően a delta szintje lassan de folyamatosan emelkedik. Ahol ma csatornák láthatók holnap szigetek keletkeznek, majd az új csatornák vize elmossa ezeket a szigeteket.

## Lakosság
Az Okavango-deltában élő lakosság öt etnikai csoporthoz tartozik, mindegyik csoportnak saját nyelve van. Ezek a csoportok a Hhambukushu (másképpen Mbukushu, Bukushu, Bukusu, Mabukuschu, Ghuva, Haghuva), a Dceriku (Dxeriku, Diriku, Gciriku, Gceriku, Giriku, Niriku), a Wayeyi (Bayei, Bayeyi, Yei), Bugakhwe (Kxoe, Khwe, Kwengo, Barakwena, Ghanda) és a Xanikhwe (Gxanekwe, Xtanekwe, River Bushmen, Swamp Bushmen, Gxani, Xani, Xanekwe). A Hambukushu, Dceriku és Wayeyi törzsek bantuk, akik hagyományosan vegyes gazdálkodást űznek: köles- és ciroktermesztéssel, halászattal, vadászattal, gyűjtögetéssel és legeltetéssel foglalkoznak.
A Bugakhwe és az Xanikwhe törzsek busman törzsek, akik hagyományosan halászatból, vadászatból és gyűjtögetésből élnek. Míg a bugakhwék mind a szárazföldi mind a vízi erőforrásokat felhasználják, a xanikhwék többnyire a folyóból élnek. A hambukushu, a dceriku és a bugakhwe népek végig az Okavango mentén megtalálhatók Angolában, a Caprivi-sávon Namíbiában, és kis csoportjuk Zambiában is él. A hambukushuk, a dcerikuk és a bugakhwék az  elmúlt 150 év során az Okavango-deltán belül benépesítették az úgynevezett serpenyőnyelet (a folyónak a delta előtti, kiszélesedő szakaszát), valamint a delta északkeleti részén fekvő  Magwegqanát. A xanikhwék a serpenyőnyelet és a delta közepén végigfolyó Boro-folyó környékét népesítették be, valamint a Boteti-folyó melletti területeket.
A wayeyik Seronga környékén, a delta déli részének Maun közelébe eső részén , továbbá a Caprivi-sávon lévő ősi területeiken élnek. Az elmúlt 20 év során a delta teljes területéről sokan vándoroltak Maunba. Az 1960-as évek végén és az 1970-es évek elején több mint  4000 Hambukushu menekült el Angolából, ők a serpenyőnyél nyugati részén fekvő Etshában telepedtek le.
A 18. század vége óta az Okavango-delta a Batawana (az egyik Tswana törzs) politikai irányítása alatt állt. A batawanák többsége azonban hagyományosan a delta szélein élt. Hasonlóképpen más etnikai csoportok, például az Ovaherero and Ovambanderu törzsek kis létszámú csoportjai is a deltában élnek. Mivel ezeknek a csoportoknak a többsége máshol él és csak az utóbbi időben jelentek meg a deltában, nem sorolják őket az Okavango-delta népei közé tartozó. Több busman törzset maroknyi csoportok képviselnek. Ezeket a csoportokat megtizedelték a 20. században behurcolt betegésgek, a járványokat túlélők pedig más csoportok tagjaival, például a xanikwhékkel házasodtak.

## Veszélyek
A namíbiai kormány bemutatott egy tervet a Caprivi-régióban megépítendő vízerőműről, mely bizonyos mértékben hatással lenne az Okavango folyóra is. Míg a terv támogatói azzal érvelnek, hogy a hatás minimális lenne, a környezetvédők attól tartanak, hogy ez a projekt tönkretenné a delta gazdag növény- és állatvilágát.  További veszélyt jelent a környezetbe való emberi beavatkozás, és az Angolában és Namíbiában történő vízkivétel.

## Galéria

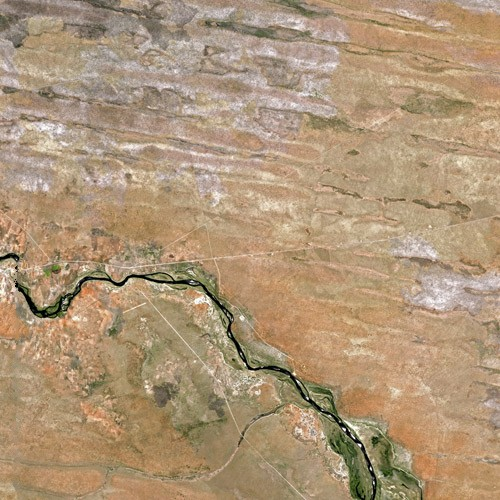
Az Okavango-delta a Spot műhold felvételén
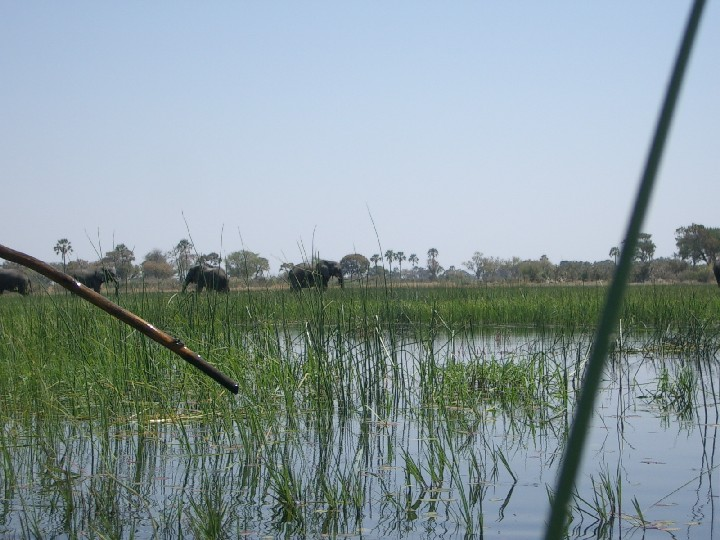
Elefántok a deltában makororól  (fatörzsből kivájt csónak) fényképezve
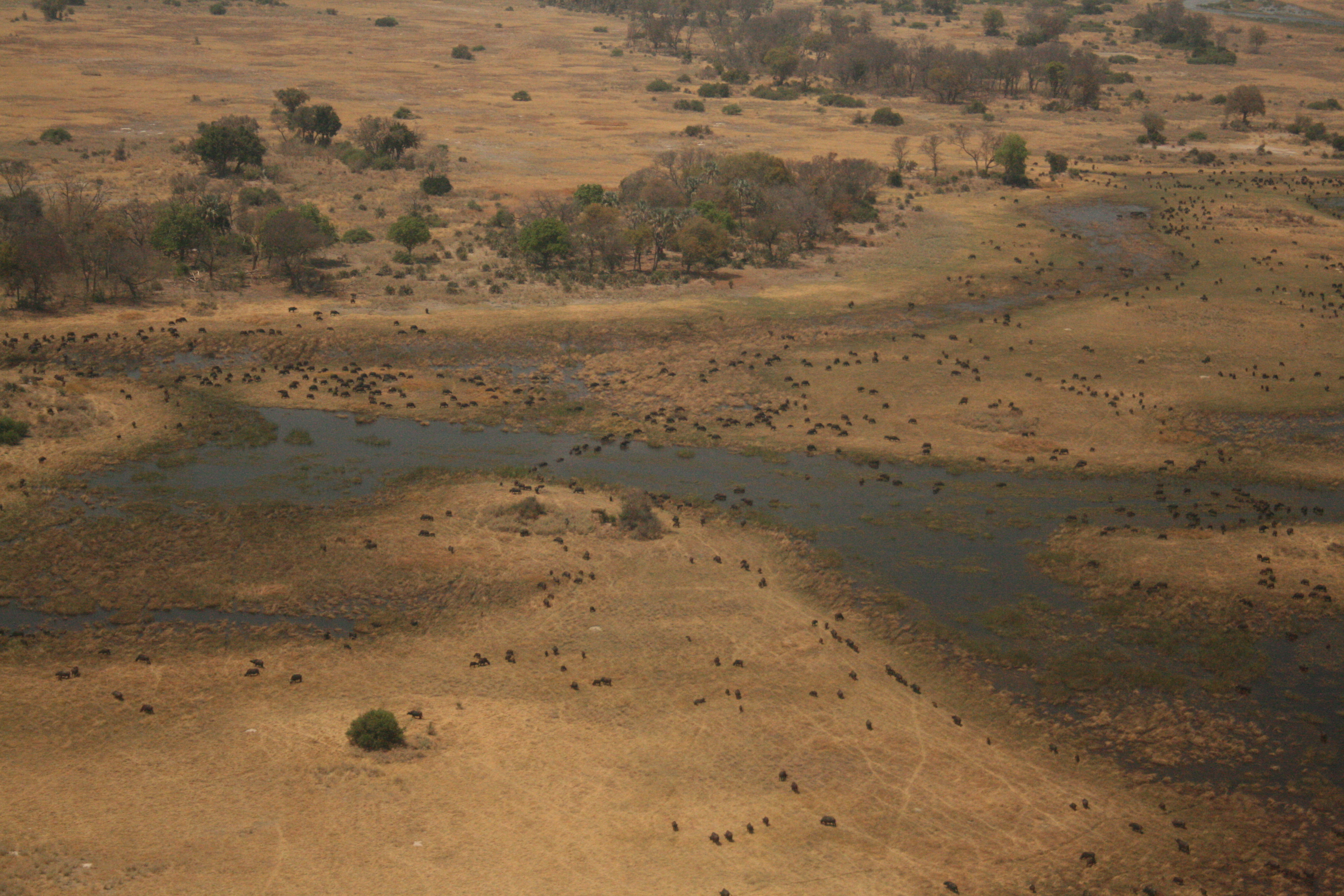
Bivalycsorda az Okavango-delta déli részén
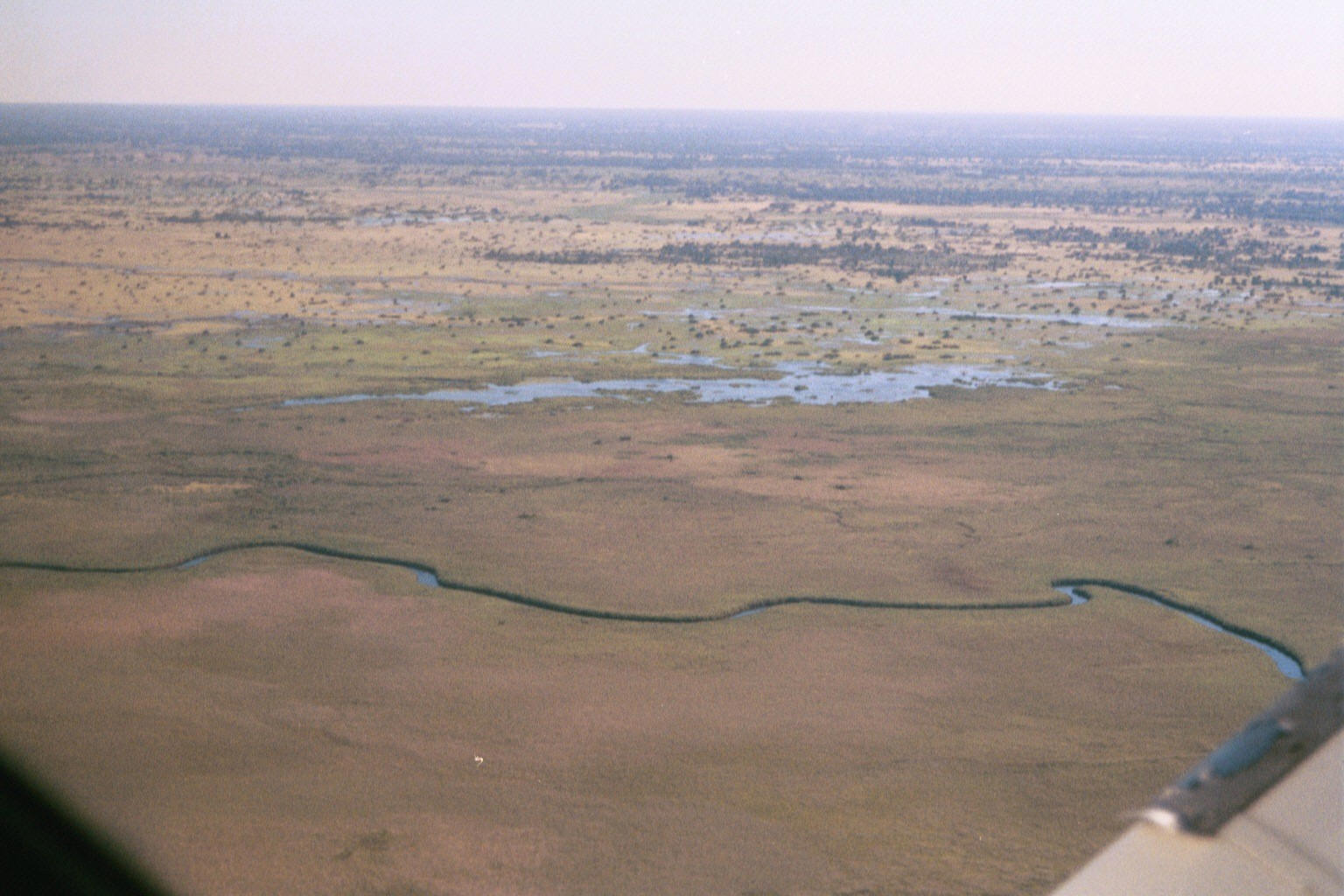
Az Okavango-delta légifelvételen
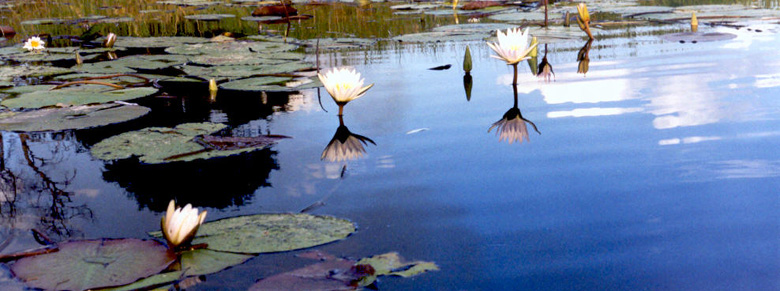
Vízililiomok, a delta jellegzetes növényei
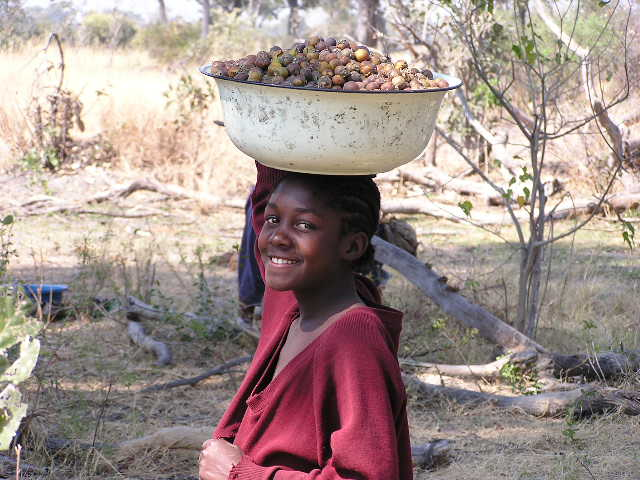
Gyümölcsöt gyűjtő lány
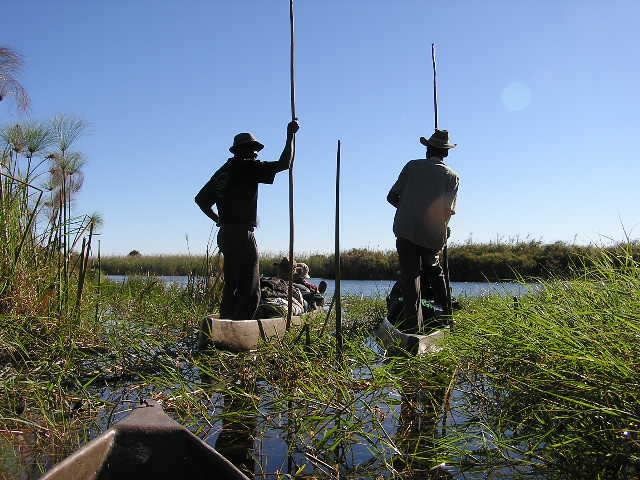
Turistákat szállító makorók
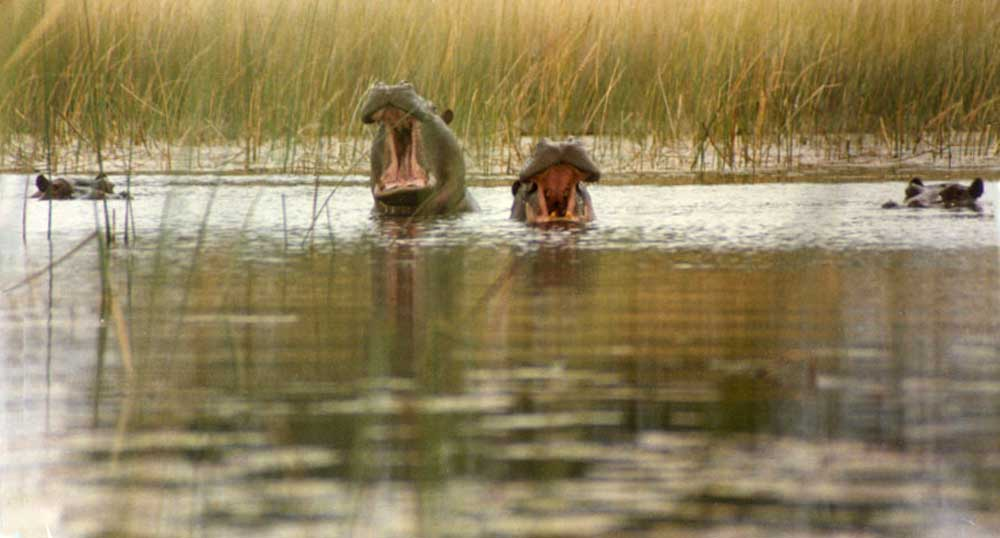
Vízilovak makoróról fényképezve
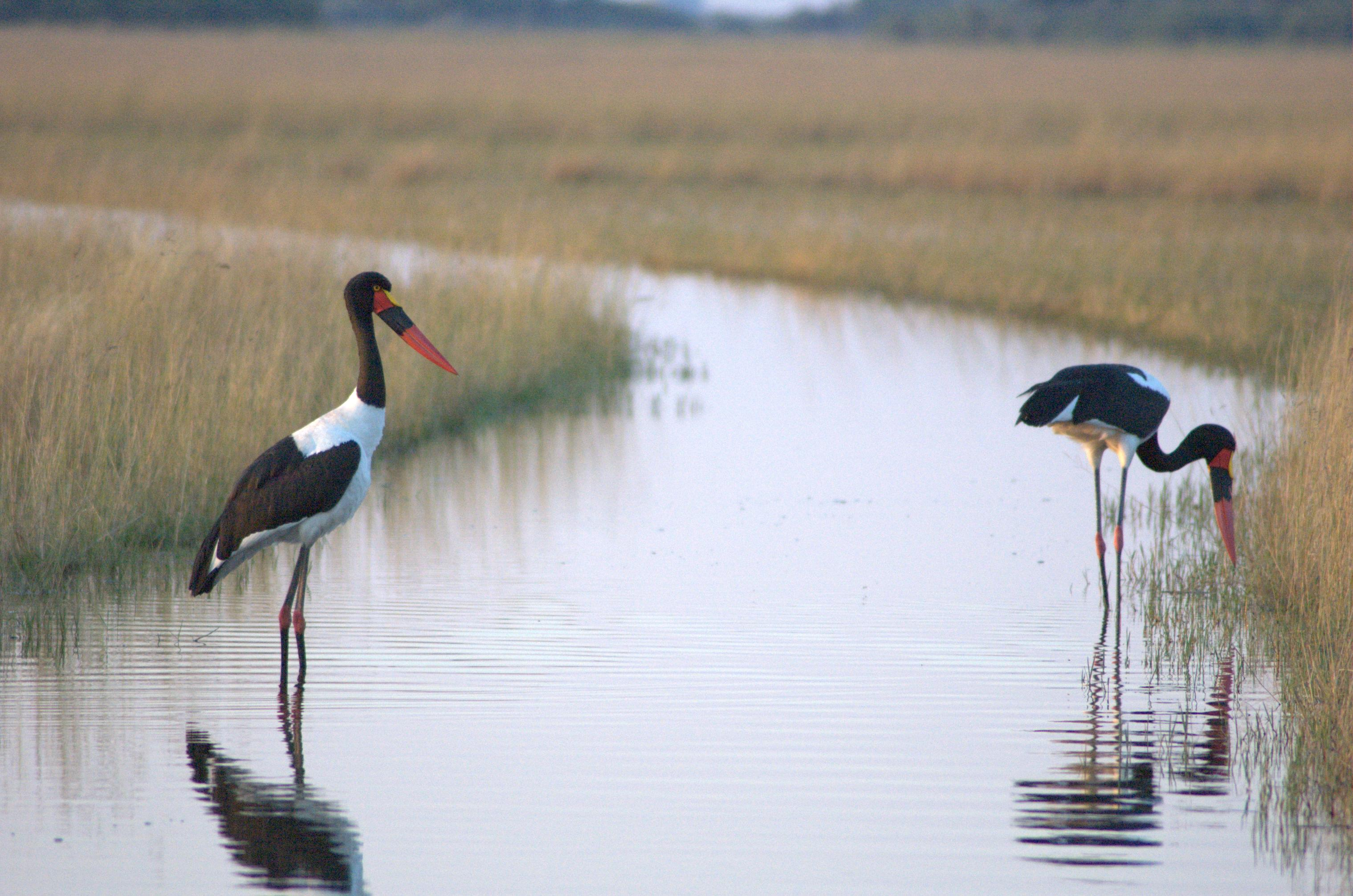
Nyerges gólyák
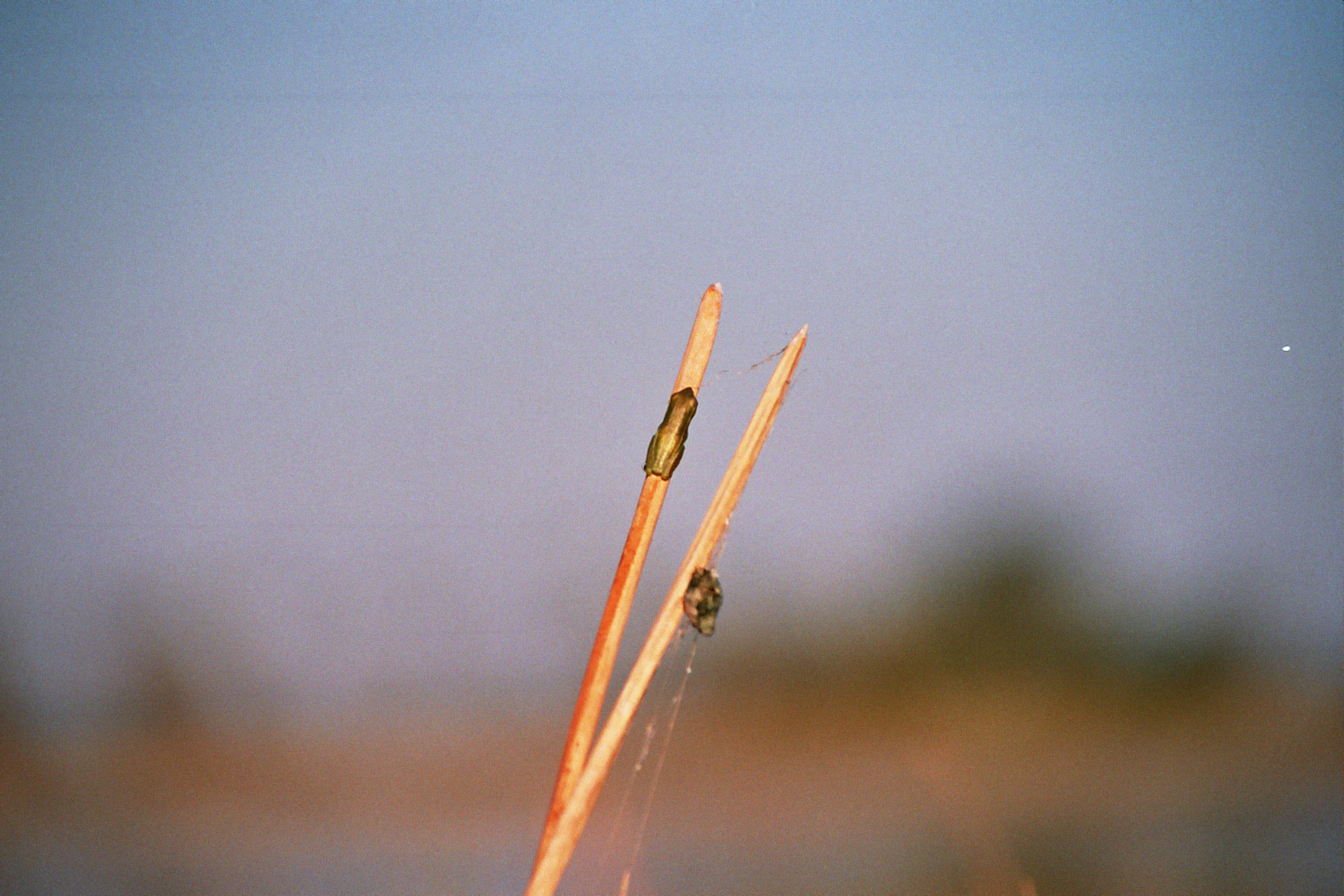
Hyperolius argus
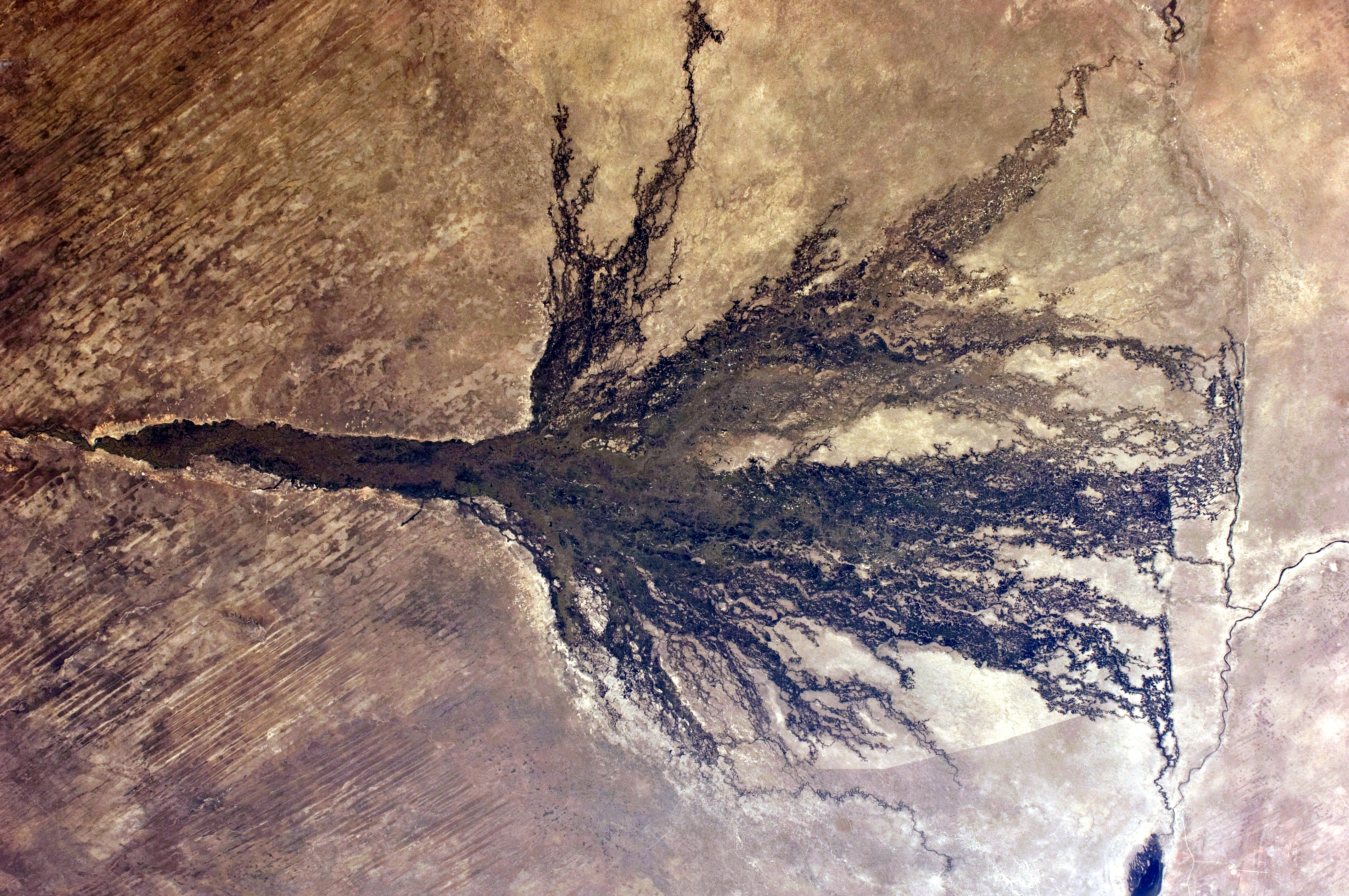
A teljes delta látképe a NASA felvételén
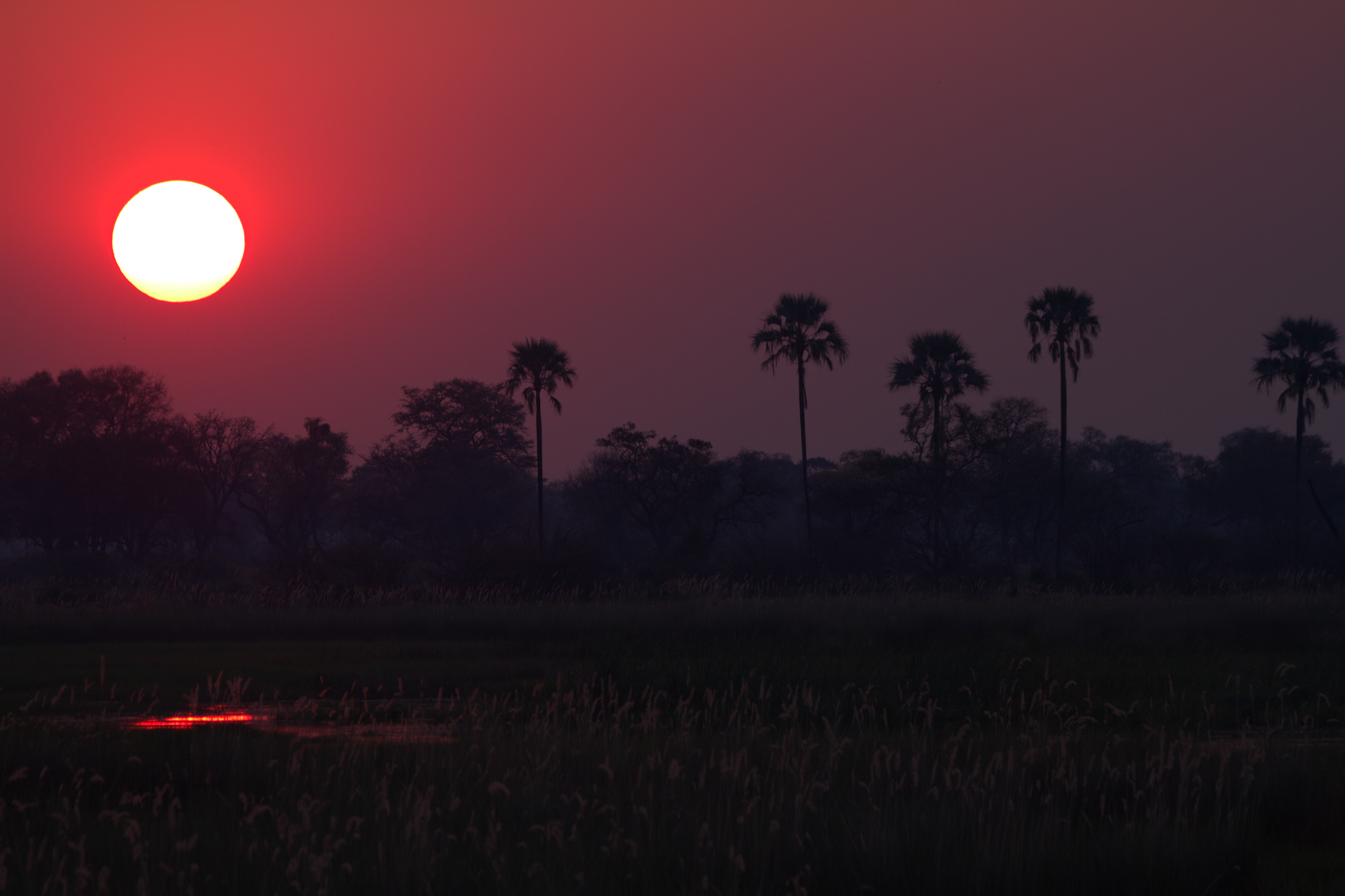
Napnyugta az Okavango-deltában